# Grijskeelzanger
De grijskeelzanger (Myiothlypis cinereicollis; synoniem: Basileuterus cinereicollis) is een zangvogel uit de familie Parulidae (Amerikaanse zangers).

## Verspreiding en leefgebied
Deze soort telt 3 ondersoorten:
- M. c. pallidula: het uiterste noordwesten van Sierra de Perijá (noordelijk Colombia).
- M. c. zuliensis: Sierra de Perijá (noordelijk Colombia en noordwestelijk Venezuela).
- M. c. cinereicollis: van centraal Colombia tot westelijk Venezuela.